# Frauen-Weltspiele
Die Frauen-Weltspiele, anfänglich Frauen-Olympiade, waren internationale Wettkämpfe für Frauen, die vor der generellen Zulassung von Frauen zu den Olympischen Spielen durchgeführt wurden. Bis dahin durften Frauen nur wenige Sportarten olympisch betreiben: 1900 Golf und Tennis, 1904 Bogenschießen, 1908 Tennis, Bogenschießen und Eislauf, 1912 kam Schwimmen dazu. Veranstaltet wurden die Frauen-Weltspiele von der Internationalen Frauen-Sport-Föderation FSFI (Fédération Sportive Féminine Internationale, gegründet am 31. Oktober 1921).

## Vorläufer 1921
Bevor diese Organisation entstand, hatte es bereits vom 24. bis zum 31. März 1921 „Erste Olympische Frauenspiele“ in Monte Carlo gegeben. Diese „Proto-Frauenolympiade“ wurde vom International Sporting Club de Monaco organisiert; daran nahmen rund 100 Frauen aus England, Frankreich, der Schweiz und Italien teil. Ausgetragen wurden Laufwettbewerbe (zwischen 60 und 800 Metern, Hürden- und Staffelsprints), Hoch- und Weitsprung, Speerwurf und Kugelstoßen. Dazu kamen ein Basketballturnier sowie Demonstrationen der Sportgymnastik und des Push-Ball-Spiels. Im offiziellen Programm angekündigte Hockey- und Fußballspiele fielen hingegen aus, obwohl zahlreiche Sportlerinnen von Fémina Sport Paris an der Veranstaltung teilnahmen. Engländerinnen und Französinnen teilten sich sämtliche Titel.

## Die Veranstaltungen der FSFI
Die FSFI-Frauen-Weltspiele wurden viermal ausgetragen. Danach wurde die FSFI in einem Deal mit dem Internationalen Olympischen Komitee (IOC) aufgelöst. Das IOC nahm Frauenwettkämpfe in das olympische Programm auf, und dafür verzichtete die FSFI auf eigene Weltmeisterschaften.
An den ersten Spielen 1922 nahmen 77 Sportlerinnen aus fünf Ländern (Frankreich, USA, Großbritannien, Tschechoslowakei, Schweiz) teil, von denen allerdings viele in der Pariser Region lebten. FSFI-Präsidentin Alice Milliat eröffnete die eintägigen Spiele mit dem Satz „Ich erkläre die Spiele der ersten Frauenolympiade der Welt für eröffnet“. Hier standen Leichtathletikwettbewerbe noch stärker als 1921 im Zentrum der Veranstaltung, bei allerdings längeren Laufstrecken, und es gab zwei Weitsprungkonkurrenzen (mit und ohne Anlauf). Die erfolgreichsten Teilnehmerinnen kamen aus Großbritannien und den Vereinigten Staaten; der Gastgeber siegte lediglich im 1000-Meter-Lauf durch Lucie Bréard.
Vier Jahre später, in Schweden, hatte sich die Zahl der Sportlerinnen (104) und der Herkunftsländer (10) vergrößert. Die USA und die Schweiz waren diesmal nicht vertreten; dafür waren Frauen aus Belgien, Italien, Japan, Lettland, Polen, Schweden und Jugoslawien erstmals beteiligt. Die meisten sportlichen Wettbewerbe gewannen Britinnen vor den Französinnen.
| Austragung                                                                            | Jahr | Stadt    | Land                   | Stadion            | Datum               | Teilnehmende                    |
| ------------------------------------------------------------------------------------- | ---- | -------- | ---------------------- | ------------------ | ------------------- | ------------------------------- |
| 1. Frauen-Weltspiele als Frauen-Olympiade durchgeführt                                | 1922 | Paris    | Frankreich             | Stade Pershing     | 20. August          | 77 Athletinnen und 5 Nationen   |
| 2. Frauen-Weltspiele nach Protest des IOC und der IAAF in Frauen-Weltspiele umbenannt | 1926 | Göteborg | Schweden               | Slottsskogsvallen  | 27. bis 29. August  | 104 Athletinnen und 10 Nationen |
| 3. Frauen-Weltspiele                                                                  | 1930 | Prag     | Tschechoslowakei       | Stadion Letná      | 6. bis 8. September | 200 Athletinnen und 17 Nationen |
| 4. Frauen-Weltspiele                                                                  | 1934 | London   | Vereinigtes Königreich | White City Stadium | 7. bis 11. August   | 200 Athletinnen und 19 Nationen |